# 1-ヘキシン
1-ヘキシン（英語: 1-hexyne）は、末端アルキンを有する炭素数が6の直鎖炭化水素である。化学式は HC
2C
4H
9 である。無色の液体で、ヘキシンの3つの異性体のうちの1つ。有機合成試薬として使われる。

## 合成と反応
1-ヘキシンはモノナトリウムアセチリドと1-ブロモブタンの反応で合成する。
NaC
2H  +  BrC
4H
9   →   HC
2C
4H
9  +  NaBr
1-ヘキシンの反応性は、末端アルキルアセチレンの挙動を示す。ヘキシル誘導体は揮発しやすいため、一般的な試験基質である。ブチルリチウムでC-3とC-1の脱プロトン化を受ける。
HC
2C
4H
9  +  2 BuLi   →   LiC
2CH(Li)C
3H
7  +  2 BuH
この反応により、3位でのアルキル化が可能になる。
カテコールボランは1-ヘキシンに付加し、1-ヘキセニルボランを与える。
1-ヘキシンはフマル酸ジエチルと反応してn-ヘキシルコハク酸を生成する。